# 秦霄贤
秦霄贤（1997年1月5日—），本名秦凯旋，藝名霄贤。德云社相声演员，“霄”字科学员，师父赐名“霄賢”，毕业于北京戏曲艺术职业学院。

## 经历
秦霄贤于2015年入科。2018年6月30日，首次参加商演，和搭档孙九香参加了明光市举办的融城府邸相声汇演。2019年9月9日，担任纲丝节主持人。2019年12月31日在北京北展剧场参加霄字科第一批（头霄）摆知仪式，师父郭德纲，引保代分别为于谦、侯震、高峰。2021年 3月28日，获得《欢乐喜剧人第七季》总冠军。2021年 4月11日，他同杨九郎、何九华共同担任庚子年封箱主持人，正式介绍新搭档何九华。
2022年起，成为湖南卫视综艺节目《你好，星期六》常驻主持，事业重心由相声界转往娱乐圈。2022年7月，以电影《扬名立万》提名第36届大众电影百花奖最佳新人奖。

## 争议
2024年9月底，秦霄贤前女友辛雨錫开始在微博指控秦霄賢多次劈腿，并稱為他两次墮胎：「我會同意你不做措施，是因為頭胎後你哄騙我，再懷孕就結婚。可當我拿著驗孕棒給你看，你還是冷漠的告訴我再等等，說上升期，不要這個孩子。醫生告訴我，以後很難做媽媽了。」 10月2日秦霄賢照常出席臨沂音樂節表演，表演隔日，秦霄贤粉丝传播伪造的人民网评论文章《低俗炒作博眼球，曝“瓜”文化不可取》，批评女方爆料行为，辛雨錫报警处理，北京市公安局通州分局对假冒媒体杜撰网文立案调查。辛雨錫发文后，秦霄贤主持的《你好，星期六》播出时删除其镜头，并将包含秦霄贤画面的节目真人片头更换为动画片头，但他参与的《我们恋爱吧》，《是好朋友的周末》两档节目播出时保留了其镜头。同年11月23日，秦霄贤照常出席綱丝节主持及表演。

## 影视

### 電影
| 上映日期       | 片名            | 角色   | 备注       |
| 2021年11月11日 | 《揚名立萬》    | 海兆丰 | 2020年拍攝 |
| 2024年6月21日  | 《頭腦特工隊2》 | 怒怒   | 中國版配音 |
| 待上映         | 《粉墨江湖》    |        | 2022年拍攝 |
| 待上映         | 《愛情儲蓄罐》  |        | 2022年拍攝 |
| 待上映         | 《謊言之軀》    | 傅陽   | 2024年拍攝 |

### 網絡劇
| 首播日期       | 播出平台     | 劇名               | 角色          | 备注       |
| 2022年2月3日   | 愛奇藝       | 《瓦舍江湖》       | 黃半斤/贾房尚 | 2021年拍攝 |
| 2023年12月29日 | 愛奇藝       | 《陌上人如玉》     | 太子          | 2020年拍攝 |
| 2024年2月28日  | 優酷         | 《飛馳人生熱愛篇》 | 解說老秦      | 2022年拍攝 |
| 2024年4月18日  | 騰訊、愛奇藝 | 《萬春逗笑社》     | 秦賢          | 2021年拍攝 |

## 综艺
| 首播日期 | 首播日期               | 電視臺   | 節目名稱               | 備註 |
| 2020年   | 8月27日-10月30日       | 騰訊視頻 | 德云鬥笑社第一季       |      |
| 2020年   | 12月10日-2021年3月11日 | 浙江卫视 | 美味夜行侠             |      |
| 2021年   | 1月10日-3月28日        | 東方衛視 | 欢乐喜剧人第七季       | 冠軍 |
| 2021年   | 2月13日-2月15日        | 天津衛視 | 青春德雲社             |      |
| 2021年   | 3月10日-5月14日        | 騰訊視頻 | 姐姐妹妹的武館         |      |
| 2021年   | 8月20日-10月24日       | 騰訊視頻 | 德云鬥笑社第二季       |      |
| 2021年   | 9月24日-11月26日       | 愛奇藝   | 最後的贏家             |      |
| 2022年   | 1月1日-至今            | 湖南衛視 | 你好，星期六           |      |
| 2022年   | 2月19日-4月30日        | 腾讯视频 | 一往無前的蓝           |      |
| 2022年   | 4月6日-6月22日         | 爱奇艺   | 喜欢你我也是第三季     |      |
| 2022年   | 7月23日-9月24日        | 抖音     | 全力以赴的行动派       |      |
| 2022年   | 11月30日-2023年2月3日  | 愛奇藝   | 元音大冒險             |      |
| 2023年   | 6月30日-9月1日         | 抖音     | 全力以赴的行动派第二季 |      |
| 2023年   | 7月28日-8月12日        | 抖音     | 師哥們的春日遊園會     |      |
| 2023年   | 9月20日-11月22日       | 優酷     | 我們戀愛吧 (第五季)    |      |
| 2023年   | 9月22日-10月1日        | 抖音     | 出發吧！閃光的你       |      |
| 2024年   | 7月4日-8月14日         | 抖音     | 全力以赴的行動派第三季 |      |
| 2024年   | 9月10日-               | 優酷     | 我們戀愛吧（第六季）   |      |

## 音樂

### 单曲
| 发行日期 | 发行日期 | 歌曲名称     | 备注                                   |
| 2020年   | 11月22日 | 月光         |                                        |
| 2021年   | 3月12日  | 是云白       | 電影《白蛇情節》主題曲                 |
| 2022年   | 4月3日   | 你在左心在右 | 喜欢你我也是第三季主題曲，與周洁琼合唱 |
| 2024年   | 6月16日  | 破綻         |                                        |
| 2024年   | 7月19日  | 想回到那一天 |                                        |

## 外部連結
- 秦霄贤的新浪微博
- 秦霄賢的抖音 （页面存档备份，存于）
- 秦霄賢的快手短視頻 （页面存档备份，存于）
- QUARTER IN NIGHT 秦霄賢自有品牌 （页面存档备份，存于）

## 德雲社家譜
| 从师   | 辈分   | 收徒 |
| 郭德纲 | 第九代 | —    |